# Maarhuizen
Maarhuizen (Gronings: Moarhoezen) is een gehucht in de gemeente Het Hogeland in de provincie Groningen. Het ligt ten noordwesten van Winsum en ten noorden van het Mensingeweersterloopdiep. Over dit kanaal ligt de til (brug) Maarhuistertil. Het trekpad aan de overkant van het kanaal is onderdeel van het Pieterpad. Het Wad- en Wierdenpad loopt van het trekpad over de brug naar het noorden.

## Geschiedenis
Maarhuizen is gebouwd op en rond een wierde (ca. 3,9 meter boven NAP) op een kwelderwal, die ruim wordt gedateerd op de Late IJzertijd tot Vroege Middeleeuwen. Bewoningsresten zijn aangetroffen tot op 1,9 meter onder NAP. Rond 1936 werd een vikingzwaard aangetroffen, in 1962 een 8e- of 9e-eeuwse lanspunt en in 1969 een bolvormig potje uit de Romeinse tijd of Vroege Middeleeuwen.
De eerste vermelding van Maarhuizen is als 'de maiori Husun' op een lijst van bezittingen van het Klooster Werden uit rond het jaar 1000. Er stond mogelijk een voorwerk van het Kloosterwijtwerd. Latere benamingen voor de plaats zijn 'Marahusum', 'Marrahusen' en 'Marhusen'. De naam betekent vermoedelijk 'bij de grote huizen' ter onderscheiding van het verdwenen Lutkehuizen (minori Husum).
In 1211 verkreeg Maarhuizen van bisschop Otto I van Oldenburg (van Münster) toestemming een eigen kerspel te stichten, als afscheiding van Baflo. In die tijd zal ook een kerk gebouwd zijn op de wierde. In 1468 werd ook een deel van het opgeheven kerspel Lutje Saaksum bij het kerspel getrokken. Na de reformatie werd de kerk gecombineerd met Obergum, Winsum en Bellingeweer en vanaf 1653 alleen nog met Obergum, waar enkele decennia later Ranum nog bij kwam, maar in 1683 werd Ranum bij Bellingeweer gevoegd. In 1718 besloot de gemeente samen te gaan met Winsum. In 1726 werd echter uiteindelijk wederom gekozen voor het iets dichterbij gelegen Obergum, waarna de kerk van Maarhuizen werd afgebroken. Mogelijk werd de kerk niet hersteld doordat het financiële draagvlak van de gemeente sterk was verminderd, doordat verschillende landbouwers doopsgezind waren geworden. Alleen het ommuurde en door hoge bomen omgeven kerkhof bleef achter. De oudste grafzerk van dit kerkhof dateert van 1630. In 1820 werd Ranum weer onderdeel van de kerkgemeente Obergum-Maarhuizen. In 1966 ging de kerkgemeente samen met Winsum en Bellingeweer, zodat de hervormde gemeente Winsum, Obergum, Bellingeweer, Maarhuizen en Ranum ontstond.
Maarhuizen zal nooit meer dan een klein plattelandsdorpje zijn geweest. In de jaren na 1930 werd een deel van de wierde afgegraven. Tegenwoordig staan nog drie boerderijen op de wierde. De meest in het oog springende is de Enne Jans Heerd (Maarhuizen 3), een kop-hals-rompboerderij waarvoor een dwarshuis is gebouwd. De boerderij staat op de plek van het vermoedelijke voorhuis en dateert van voor 1802, het dwarshuis volgens een gevelsteen van 1854. De enige andere oude boerderij (Maarhuizen 1) dateert uit 1811, is als enige omgracht en heeft een wat nieuwer dwarshuis. Tegenover de N361 (Maarhuizen 2) stond vroeger de boerderij Sijboltsheerd uit de 2e helft van de 16e eeuw (in 2001 werden resten van een oudere laat-gotische behuizing gevonden). In de jaren 1970 werd deze wegens bouwvalligheid echter afgebroken. Rond 2005 werd er een boerderij gebouwd in de stijl van de oude Sijboltsheerd.

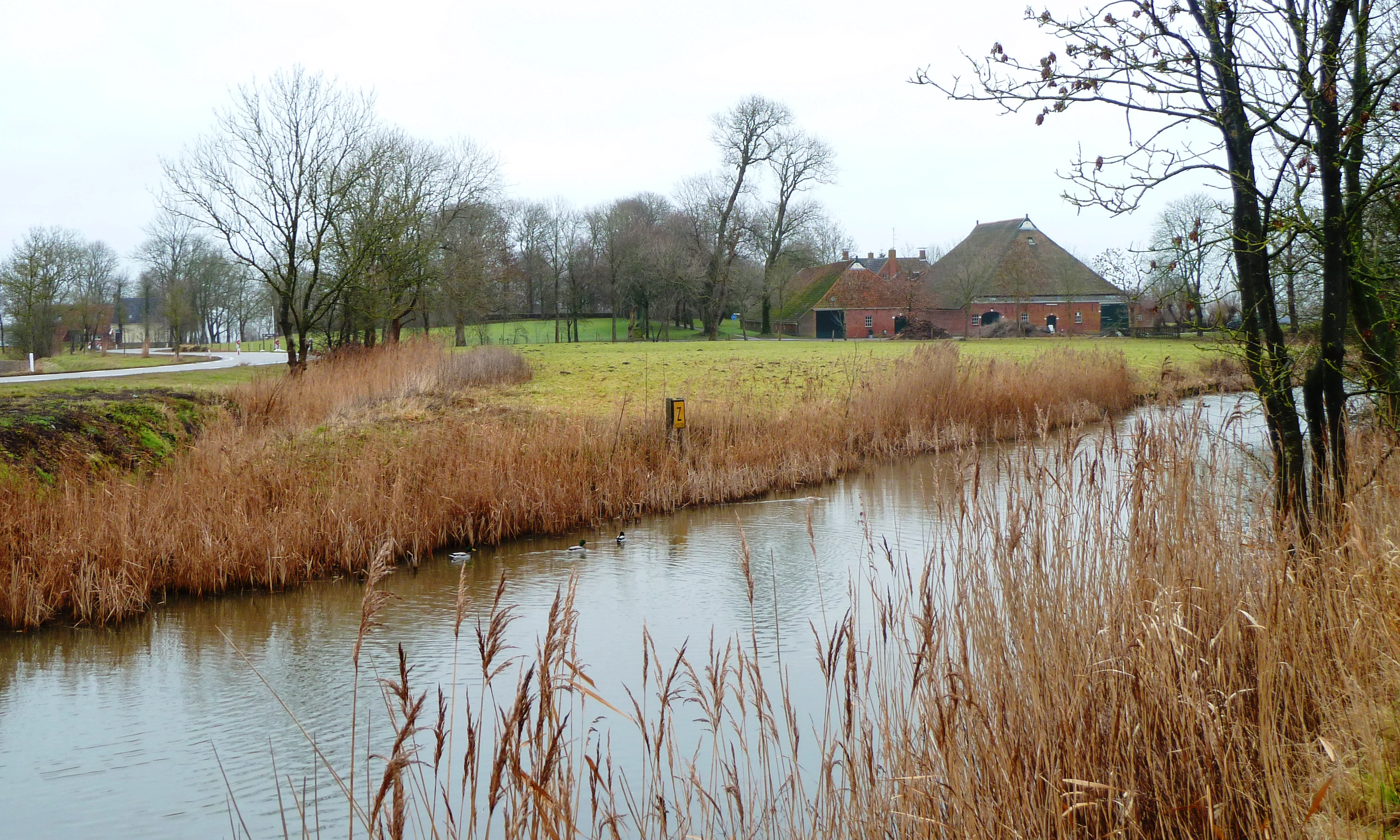
De wierde van Maarhuizen gezien vanaf de Trekweg over het Mensingeweerster loopdiep
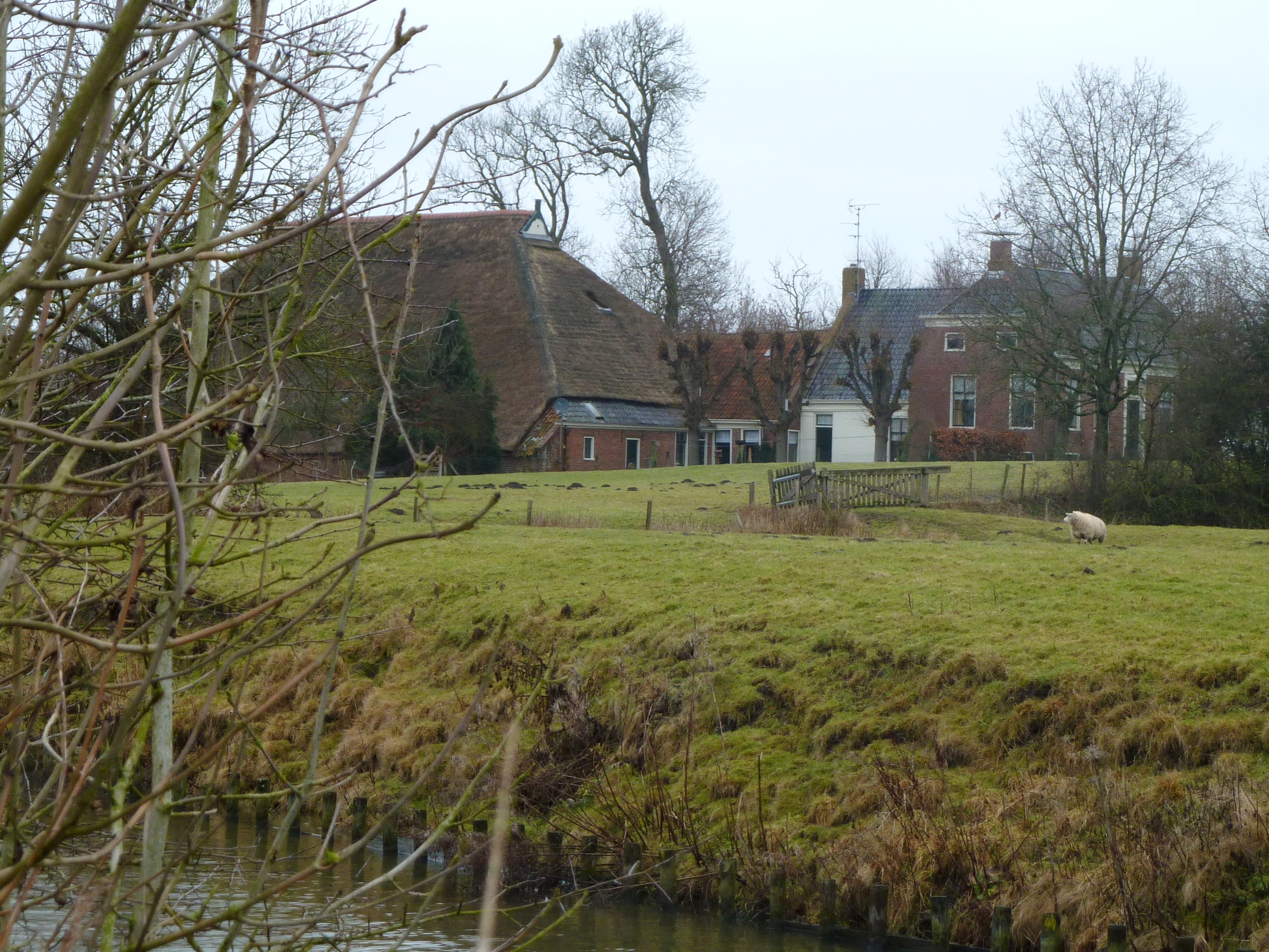
Zijaanzicht van de Enne Jans Heerd